# Хайнрих фон Харденберг
Хайнрих фон Харденберг (на немски: Heinrich von Hardenberg; * ок. 1416; † сл. 20 юни 1452) е благородник от род Харденберг в Долна Саксония.
Той е син на Дитрих фон Харденберг († 1435/1437) и съпругата му Илза (* ок. 1390). Внук е на Хайнрих фон Харденберг († ок. 1408/1409) и Аделхайд фон Лутерберг/Лаутерберг († сл. 1395), внучка на граф Хайденрайх фон Лаутерберг († 1276/1292), дъщеря на граф Ото фон Лутерберг († 1350), господар на замък Шарцфелд, и Ютта фон Росдорф († 1327).
Правнук е на Хайнрих фон Харденберг († 1389), 1337 херцогски брауншвайгски амтман в Линдау, 1350 рицар и фогт на Рустеберг, 1368 на служба при архиепископа на Майнц, и съпругата му Маргарета († 1352). Роднина е на Дитрих фон Харденберг (1465 – 1527), епископ на Бранденбург (1521 – 1526).
От 1219 г. фамилията има името фон Харденберг и живее оттогава в замък Харденберг. Родът е издигнат на имперски граф през 1778 и през 1814 г. на пруски княз и граф.

## Фамилия
Хайнрих фон Харденберг се жени за Берта († sl. 1482). Те имат децата: 
- Дитрих фон Харденберг († 1505), женен за Илза фон Щайнберг († сл. 1468); имат син
- Маргарета фон Харденберг († 1495), омъжена 1470 г. за Дитрих I фон Плесе († сл. 8 април 1495)
- Хайнрих IV фон Харденберг (* ок. 1450; † 24 април 1493), женен 1491 г. за Салома фон Хауз (* ок. 1470; † сл. 1495); имат дъщеря